# المر فیله
المر فیله (به انگلیسی: Elmer Elephant) یک انیمیشن کوتاه از مجموعه سمفونی احمقانه است که توسط شرکت والت دیزنی تهیه و توسط ویلفرد جکسون کارگردانی شده و در تاریخ ۲۸ مارس ۱۹۳۶ منتشر شد.